# فرانک بیلی (بازیکن فوتبال، زاده ۱۹۰۷)
فرانک بیلی (انگلیسی: Frank Bailey؛ ۲ اوت ۱۹۰۷ – 1969 (aged 62)) بازیکن فوتبال اهل بریتانیا بود.
از باشگاه‌هایی که در آن بازی کرده‌است می‌توان به باشگاه فوتبال نلسون، باشگاه فوتبال مورکم، و باشگاه فوتبال لانکستر اشاره کرد.